# Star Trek II: The Wrath of Khan
Star Trek II: The Wrath of Khan (Nederlandse bioscooptitel: Star Trek II: De wraak van Khan) is een Amerikaanse sciencefictionfilm uit 1982 van regisseur Nicholas Meyer. Het is de tweede film uit de reeks van Star Trekfilms.
De film wordt door fans gezien als de beste van alle Star Trek films met de oude cast. Dit komt deels door de ondertoon van de film. Deze film begon een verhaallijn die zich voortzette in de twee erop volgende films.

## Verhaal
Op Aarde bekijkt admiraal James T. Kirk de Kobayashi Maru trainingsoefening van lt. Saavik, onder supervisie van de nieuwe kapitein van de USS Enterprise NCC-1701, kapitein Spock. Ondertussen heeft de USS Reliant NCC-1864, onder leiding van kapitein Clark Terrell, een geschikte planeet gevonden voor het Genesis Project van dr. Carol Marcus. Met het Genesisapparaat kan materie worden omgevormd tot een nieuwe planeet vol leven.
De gekozen planeet, Ceti Alpha VI, zou zonder leven moeten zijn, maar men ontdekt toch levenstekens. De kapitein en eerste officier Pavel Chekov laten zich naar de planeet stralen en komen oog in oog met Khan Noonien Singh te staan. (uit TOS-aflevering "Space Seed", zie de trivia hieronder) Khan herkent Chekov van 15 jaar geleden en vertelt hem dat ze niet op Ceti Alpha VI, maar op Ceti Alpha V zijn: Ceti Alpha VI blijkt een half jaar nadat Kirk hem had afgezet te zijn ontploft. Khan gebruikt Ceti-alen om Chekov en Terrell in zijn macht te krijgen. Zo komt hij in het bezit van de Reliant.
De Enterprise krijgt ondertussen een bericht van dr. Marcus vanaf wetenschapsstation Regula 1, waarin ze protesteert tegen Kirks order om het Genesis Project naar de Reliant over te plaatsen. Kirk weet nergens van, omdat het bericht door Khan is gestuurd om Kirk naar hem toe te lokken. Kirk neemt het commando over de Enterprise van Spock over en ze gaan op weg. Wanneer ze de Reliant op hun weg vinden, vuurt deze zijn phasers op hen af, waarbij de Enterprise zwaar beschadigd wordt. Uiteindelijk kan Kirk Khan lang genoeg aan de praat houden om de veiligheidscode van de Reliant te kraken, waarna het afweerschild wordt uitgeschakeld en de Enterprise de Reliant kan beschieten. Khan besluit hierop te vluchten.
De zwaarbeschadigde Enterprise gaat op weg naar Regula 1, waar Terrell en Chekov worden teruggevonden. Ook ontdekken ze transportersignalen naar een nabije planetoïde. Hier vinden ze dr. Carol Marcus, haar zoon dr. David Marcus en nog een geleerde, Jedda genaamd. Opeens nemen Terrell en Chekov, die nog steeds onder de invloed van Khan zijn, de rest onder schot, waarna ze contact opnemen met de Reliant. Jedda wordt per ongeluk gedood wanneer David Terrell aanvalt. Khan beveelt kapitein Terrell om Kirk te doden, maar Terrell doodt nog liever zichzelf. Chekov stort dan in en de Ceti-aal kruipt uit zijn hoofd, waarna Kirk het beestje vernietigt. Khan kan dan wel nog het Genesisapparaat aan boord stralen. Hierna vertelt Carol Marcus aan Kirk dat David hun zoon is. Daarna wordt iedereen aan boord van de Enterprise getransporteerd en men vlucht naar de Mutara Nevel, op de hielen gezeten door de Reliant.
Maar in de Nevel blijkt Kirk een betere tacticus dan Khan en de Reliant wordt verslagen. Als laatste daad besluit Khan Genesis te activeren. Zonder Warpaandrijving is de Enterprise verloren en Spock weet ten koste van zijn leven in de door straling besmette machinekamer de Warpaandrijving te activeren. Net op tijd weet de Enterprise aan de Genesis ontploffing te ontsnappen, maar met zijn vrienden om hem heen sterft Spock aan een overdosis straling. Begeleid door doedelzakmuziek van Scotty wordt het lichaam van Spock in een torpedocapsule naar de nieuw gevormde Genesisplaneet geschoten.

## Rolverdeling
| Acteur            | Personage                  |
| ----------------- | -------------------------- |
| William Shatner   | Admiraal James T. Kirk     |
| Leonard Nimoy     | Kapitein Spock             |
| DeForest Kelley   | Dr. Leonard McCoy          |
| James Doohan      | Commander Montgomery Scott |
| George Takei      | Commander Hikaru Sulu      |
| Walter Koenig     | Commander Pavel Chekov     |
| Nichelle Nichols  | Commander Nyota Uhura      |
| Bibi Besch        | Dr. Carol Marcus           |
| Merritt Butrick   | Dr. David Marcus           |
| Kirstie Alley     | Luitenant Saavik           |
| Ricardo Montalbán | Khan Noonien Singh         |
| Paul Winfield     | Kapitein Clark Terrell     |

## Achtergrond

### Thema’s
The Wrath of Khan is in zekere zin een verhaal over Kirks mid-life crisis. Niet goed bewust van zijn plek in de wereld en niet in staat zijn taken als admiraal te verlaten, heeft hij de confrontatie met Khan nodig om te beseffen waar hij werkelijk thuishoort.
Kirk stond erom bekend soepel met regels om te gaan en bevelen te negeren. Kirk koos ervoor de orders van Starfleet te negeren in het eerste gevecht met Khan, en moest hiervoor betalen met de dood van twee crewleden. De dood van Spock in deze film werd gezien als een van de sterkste scènes in de geschiedenis van Star Trek.
Uiteindelijk gaat de film over leven, dood en wedergeboorte, en de relatie tussen twee generaties: Kirk en David, zijn zoon; Scotty en Peter Preston, zijn neefje; Spock en Saavik; en Khan en Joachim.
De vriendschap tussen Kirk, Spock en McCoy wordt verder uitgediept in deze film.

### Productie
Na het uitbrengen van Star Trek: The Motion Picture, schreef uitvoerend producent Gene Roddenberry zijn eigen vervolg. Het originele vervolg, dat Roddenberry voorstelde, werd afgewezen door Paramount, die het floppen van de eerste film weten aan het continu herschrijven van het script door Roddenberry.
Star Trek II's verhaal is in plaats daarvan een herschreven versie van drie afzonderlijke scripts: "The Omega Device" door Jack Sowards, waarin de diefstal van het ultieme wapen van de Federatie centraal stond; een script over Saavik door Samuel Peeples; en een script over Khan door Harve Bennett. Regisseur Meyer schreef het nieuwe script in een paar weken, en maakte gebruik van plotelementen uit alle drie de oude scripts.
De film werd geregisseerd door Nicholas Meyer, die later ook Star Trek VI: The Undiscovered Country regisseerde. Volgens Meyer was "The Undiscovered Country" ook de werktitel voor The Wrath of Khan.
Meyer las, voor hij met de film begon, veel romans van Horatio Hornblower, die hem inspireerden.
De film richtte zich veel meer op actie dan zijn voorganger. De film was echter goedkoper om te maken met een gemiddeld budget. Het project stond onder leiding van Paramounts’ televisieafdeling, en niet hun filmafdeling. Met een budget van $11,000,000 (gezien de inflatie vandaag de dag $23,000,000) was Star Trek:II de goedkoopste Star Trek film ooit gemaakt. Veel van de film werd opgenomen op dezelfde sets als de serie.
Star Trek II hergebruikte veel modellen uit de eerste film, waaronder de drie Klingon battle cruisers.

## Prijzen/nominaties
In 1983 werd Star Trek II: The Wrath of Khan genomineerd voor 8 Saturn Awards, waarvan hij er twee won:
- Beste acteur (William Shatner) – gewonnen
- Beste regisseur (Nicholas Meyer) – gewonnen
- Beste kostuums
- Beste Make-up
- Beste Sciencefictionfilm
- Beste mannelijke bijrol (Walter Koenig)
- Beste vrouwelijke bijrol (Kirstie Alley)
- Beste script.

In 2003 werd de film genomineerd voor de Saturn Award voor “Beste dvd uitgave van een klassieke film”, maar won deze niet.

## Trivia
- Deze film is eigenlijk een vervolg op de de originele Star Trek aflevering "Space Seed", waar de Enterprise het ruimteschip SS Botany Bay ontdekte. Het schip bevatte een aantal mensen in cryoslaap. Dit bleken Khan Noonien Singh en zijn volgelingen te zijn, een groep genetisch veranderde supermensen die eind 20e eeuw de Aarde ontvluchtten. Khan nam het bevel over de Enterprise over en nadat kapitein Kirk en zijn bemanning Khan overmeesterd had, werden de supermensen door hem afgezet op de verlaten planeet Ceti Alpha V.
- Hoewel Khan Pavel Chekov herkende van 15 jaar geleden, deed deze in de bewuste Star Trekaflevering "Space Seed" nog helemaal niet mee: Walter Koenig, die Chekov speelde, kwam er pas in het tweede seizoen bij.